# Tiger (Schiff, 1914)
Der Schlachtkreuzer HMS Tiger war das elfte Schiff in der Geschichte der britischen Marine, das diesen Namen trug. Das Schiff lief 1913 bei John Brown & Company im schottischen Clydebank vom Stapel und nahm im Ersten Weltkrieg u. a. am Gefecht auf der Doggerbank am 24. Januar 1915 und an der Skagerrakschlacht am 31. Mai 1916 teil.
Die Tiger war der einzige ältere Schlachtkreuzer der Royal Navy, der nach den Tonnagebeschränkungen des Washingtoner Flottenvertrages nach 1922 im Dienst blieb und ab 1924 als Artillerieschulschiff eingesetzt wurde. Von 1929 bis zur Außerdienststellung im Mai 1931 gehörte sie wieder zum Schlachtkreuzergeschwader, während die Hood überholt wurde. Nach den Bestimmungen des Londoner Flottenkonferenz von 1930 wurde sie 1932 abgewrackt.

## Konstruktion
HMS Tiger sollte ursprünglich ein weiteres Schwesterschiff der Lion werden. Als aber im Januar 1911 bei Vickers ein neuer Schlachtkreuzer für die japanische Marine, die Kongō, auf Stapel gelegt wurde, erwies sich dessen Entwurf dem der Lion-Klasse überlegen, so dass die Royal Navy sich zur Aufgabe dieser Klasse entschied. Der Bau der ersten drei Schiffe der Klasse, Lion (4. Juni 1912 in Dienst), Princess Royal (14. November 1912 i. D.) und Queen Mary (Stapellauf 20. März 1912), war bereits zu weit fortgeschritten, um noch große Änderungen durchzuführen, aber die Pläne der Tiger konnten noch verändert werden (Kiellegung am 20. Juni 1912). Das Ergebnis war ein Schiff, das Merkmale sowohl der Lion als auch der Kongō besaß.

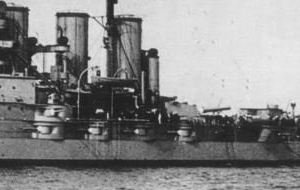
Die Mittelartillerie der Tiger

Die Tiger behielt die acht 13,5-Zoll-343-mm-Geschütze ihrer älteren Schwestern und erhielt nicht die Vickers 14-Zoll-L/45-Geschütze der Kongō, die zur Standardwaffe japanischer Linienschiffe wurden. Allerdings veränderte sich die Aufstellung der schweren Türme erheblich. Die veränderte Kesselanlage der Tiger führte zu den drei dicht beieinander stehenden Schornsteinen. Der „Q“-Turm wurde zwischen den Kesselräumen und den Maschinenräumen eingebaut und nicht wie bei den drei vorangegangenen Schlachtkreuzern vor dem letzten Schornstein. Er war damit überhöht und frei über dem hinteren Turm eingebaut und hatte ein erheblich besseres Schussfeld als auf den vorangegangenen Schiffen.
Als Mittelartillerie kamen auf der Tiger aber statt der 102-mm-Batterien der bis dahin gebauten Schlachtkreuzer nun zwölf 6-Zoll-152-mm-L/50-Mk.VII-Geschütze in Kasematten zum Einbau. Darüber hinaus erhielt das neue Schiff eine erheblich stärkere Panzerung als die Schiffe der Lion-Klasse.
Im ursprünglichen Entwurf war eine 85.000 PSw starke Antriebsanlage vorgesehen, die 28 Knoten Höchstfahrt ermöglicht hätte. Noch vor dem Baubeginn wurde die Maschinenleistung auf maximal 108.000 PSw angehoben, um die Geschwindigkeit auf 29 Knoten zu steigern.
Obwohl es Pläne gab, ein zweites Schiff (HMS Leopard) der Klasse zu bauen, wurde dieses nicht geordert, sondern die Mittel dafür wurden zum Bau einer sechsten Einheit der neuen Queen-Elizabeth-Klasse von schnellen Schlachtschiffen mit den neuen 15-Zoll-Standard-Geschützen bereitgestellt. Auch dieses Schiff, das HMS Agincourt heißen sollte, wurde nicht gebaut. Stattdessen erhielt diesen Namen das bei Kriegsausbruch in England im Bau befindliche und von der Royal Navy beschlagnahmte türkische Schlachtschiff Sultan Osman I. Dies ursprünglich für Brasilien begonnene Schiff verfügte über 14 × 30,5-cm-L/45-Geschütze in Doppeltürmen und hatte damit die größte Zahl schwerer Geschütze, allerdings von einem sonst bereits aufgegebenen Kaliber.

## Geschichte

### Erster Weltkrieg
Die Tiger wurde am 20. Juni 1912 in Clydebank auf Kiel gelegt, am 15. Dezember 1913 vom Stapel gelassen und am 3. Oktober 1914 für den Einsatz im 1. Schlachtkreuzergeschwader unter Rear Admiral David Beatty in Dienst gestellt. Eine frühzeitige Eingliederung der Tiger in die Flotte erschien notwendig, da nach dem Gefecht bei Coronel vier Schlachtkreuzer zur Jagd auf das deutsche Ostasiengeschwader abgestellt wurden und zwei weiterhin im Mittelmeer im Einsatz waren. Die Princess Royal wurde in die Karibik entsandt, die Australia sollte die südamerikanische Westküste absuchen und Invincible und Inflexible wurden in den Südatlantik geschickt und vernichteten das Geschwader schließlich im Seegefecht bei den Falklandinseln.

#### Doggerbank
Die Tiger nahm an der Doggerbankschlacht am 24. Januar 1915 teil. Sie erzielte mit 355 Schüssen einige Treffer auf der Blücher, aber nur zwei Treffer auf der Seydlitz bzw. Derfflinger. Die vom Oberbefehlshaber als Ziel vorgegebene Moltke beschoss sie gar nicht. Sie selbst wurde sechsmal getroffen, eine 28-cm-Granate explodierte auf dem „Q“-Turm. Dabei drangen Granatsplitter durch das Turmdach und blockierten den Lademechanismus des linken Geschützes und den Turmantrieb, so dass er ausfiel. Auf dem Schlachtkreuzer waren durch die Treffer zehn Tote und elf Schwerverwundete zu beklagen. Die notwendigen Reparaturen waren am 8. Februar abgeschlossen.

#### Skagerrak
In dem Versuch, einen Teil der Grand Fleet aus ihren Häfen zu locken und zu vernichten, verließ die deutsche Hochseeflotte, bestehend aus 16 Schlachtschiffen, 6 Einheitslinienschiffen und weiteren Schiffen, am frühen Morgen des 31. Mai Wilhelmshaven. Der Plan sah vor, dass Vizeadmiral Franz Hipper mit den Schlachtkreuzern der 1. und den leichten Kreuzern der 2. Aufklärungsgruppe Wilhelmshaven verließ und nach Norden außer Sichtweite der dänischen Küste vorstieß. Dort sollte er durch Angriffe auf die Küstenstädte ein Auslaufen von britischen Schiffen provozieren und sie in Richtung Hochseeflotte locken. Die nachrichtendienstliche Abteilung der britischen Admiralität Room 40 hatte den deutschen Funkverkehr mit den Operationsplänen abgefangen und entschlüsselt. Daraufhin befahl die Admiralität Jellicoe und Beatty, noch in der Nacht mit der Grand Fleet von Scapa Flow, Cromarty und Rosyth auszulaufen, um die Hochseeflotte abzuschneiden und zu vernichten. Schon in den ersten sieben Minuten erhielt sie sechs Treffer durch die Moltke, die kurzzeitig die Türme „Q“ und „X“ außer Gefecht setzten, aber keinen schweren Schaden verursachten. Sie selbst erzielte einen Treffer auf der Moltke, die von ihr beschossen wurde, obwohl sie ihr Feuer auf die Seydlitz richten sollte. Die Tiger lief nur 500 yards hinter der Queen Mary und musste mit Hartruder ausweichen, als diese vernichtend getroffen wurde. Insgesamt erhielt sie in der Schlacht 18 Treffer, blieb aber einsatzfähig. Auf ihr waren 24 Tote und 46 Schwerverwundete zu beklagen. Ihre schwere Artillerie gab 303 Schuss ab und erzielte neben dem Treffer auf der Moltke noch zwei Treffer auf der Von der Tann. Nur der Turm „B“ der Tiger war während der Schlacht immer einsatzbereit und gab 109 Schuss ab. Das rechte Geschütz des Turmes „A“ fiel nach 27 Salven durch einen technischen Defekt aus und konnte bis zum Ende der Kampfhandlungen nicht mehr genutzt werden. Der erneut direkt getroffene „Q“-Turm fiel anfangs völlig aus, später konnte das rechte Geschütz normal, das linke etwas behelfsmäßig genutzt werden. Insgesamt gab dieser Turm aber nur 32 Schuss ab. Der Heckturm „X“ fiel anfangs durch einen Treffer an der Barbette und verschobene Panzerplatten ebenfalls total aus, konnte aber nach 7 Minuten wieder in langsamerer Geschwindigkeit feuern. Von den 75 abgegebenen Schuss werden aber die meisten ihre Ziele völlig verfehlt haben, da erst zwei Stunden 17 Minuten nach dem Treffer festgestellt wurde, dass die Zieleinrichtung völlig falsch anzeigte. Dazu feuerte die Tiger noch 136 Schuss mit ihrer Mittelartillerie gegen deutsche Zerstörer und den Kleinen Kreuzer Wiesbaden.
Trotz der vielen Treffer war die Tiger schon am 2. Juli 1916 als erster der schweren Schlachtkreuzer wieder einsatzbereit und wurde zeitweilig (bis 19. Juli, September bis Dezember 1916) Flaggschiff der Schlachtkreuzer Beattys, bis die Lion wieder voll einsatzfähig war.
Am 17. November 1917 gehörte die HMS Tiger beim Zweiten Seegefecht bei Helgoland zu den Deckungsstreitkräften, ohne ins Gefecht zu kommen.

### Nachkriegszeit
Im Herbst 1920 kollidierte sie vor der Isle of Portland mit der Royal Sovereign. Am 22. August 1921 wurde sie ausgemustert und der Reserve unterstellt. Am 14. Februar 1924 wurde sie wieder in Dienst gestellt und als hochseetaugliches Schulschiff eingesetzt. 1929 wurde sie vorübergehend dem Schlachtkreuzergeschwader zugeteilt, um die Hood während deren Überholung zu ersetzen. Nachdem die Arbeiten an der Hood abgeschlossen waren, wurde die Tiger am 30. März 1931 außer Dienst gestellt und gemäß der Londoner Flottenkonferenz von 1930, im Februar 1932 abgewrackt.

## Technik

### Schiffsmaße
Das Schiff hatte eine Gesamtlänge von 214,60 m, eine Länge zwischen den Loten von 201,20 m und eine Breite von 27, 60 m. Das Schiff hatte einen Freibord von 9,14 vorn, 7,46 mittschiffs und 5,80 achtern. Der Tiefgang betrug 8,70 m. Die Verdrängung lag zwischen 28.500 tn.l. und 35.700 tn.l.

### Antrieb
Die Tiger  war mit vier Brown-Curtis-Dampfturbinen ausgestattet, die jeweils eine Welle mit einer maximalen Drehzahl von 275/min antrieben und insgesamt 85.000 hp (62.500 kW) entwickelten, mit der sie eine Höchstgeschwindigkeit von 28 Knoten (52 km/h) ermöglichten. Der Dampf wurde von 39 Babcock-Wilcox-Wasserrohrkesseln mit einem Arbeitsdruck von 16 bar geliefert. Das Schiff konnte maximal 2450 tn.l. (2490 t) Kohle bzw. Heizöl mitführen, was ihm bei 10 Knoten (19 km/h) eine Reichweite von 4.650 Seemeilen (8.611 km) ermöglichte. Die Besatzung des Schiffes bestand aus 1.121 Offizieren und Mannschaft.

### Bewaffnung
Die Hauptbewaffnung bestand aus acht 343-mm-Geschützen in vier hydraulisch angetriebenen Zwillingstürmen mit den Bezeichnungen 'A', 'B', 'Q' und 'X' von vorne nach achtern. Die Geschütze waren auf Mk-BII**-Lafetten mit einem Seitenrichtbereich von −150 bis +150 Grad montiert. Die Kanonen selbst wogen 74 tn.l. und hatten bei einer maximalen Elevation von 20° und einer Mündungsgeschwindigkeit von 762 m/s eine Reichweite von 21.780 m. Die Kadenz lag bei ca. 1,5 bis 2 Schuss pro Minute. Die Sekundärbewaffnung bestand aus zwölf 152-mm-Geschützen in Kasematten, sechs auf jeder Breitseite. Die Geschütze waren auf Mk-PVIII-Lafetten mit einem Seitenrichtbereich von −80 bis +80 Grad montiert. Die Kanonen selbst wogen 7,38 tn.l. und hatten bei einer Elevation von 14° und einer Mündungsgeschwindigkeit von 840 m/s eine Reichweite von 11.200 m. Sie verschossen 45 kg schwere Granaten mit einer Kadenz von vier Schuss pro Minute. Für die Flugabwehr war das Schiff mit zwei 76-mm-Schnellfeuergeschützen ausgestattet. Die Geschütze waren auf Mk-II-Lafetten mit einem Seitenrichtbereich von 360 Grad installiert. Die Kanone hatte bei einer maximale Elevation von +90° und einer Mündungsgeschwindigkeit von 794 m/s eine effektive Reichweite von 7.000 m. Außerdem war das Schiff mit jeweils vier 533-mm-Torpedorohren für Mk-II-Torpedos ausgestattet, zwei auf jeder Breitseite. Die mit einem Sprengsatz von 180 kg TNT ausgestatteten Torpedos hatten bei einer Geschwindigkeit von 29 Knoten (54 km/h) eine Reichweite von 9.830 m.

### Panzerung
Die Tiger hatte einen Panzergürtel aus Krupp-Zementstahl. Er reichte jeweils bis kurz vor Bug und Heck. Der Hauptpanzergürtel war mittschiffs 229 mm dick und endete in 102 mm dicken Querschotten. Darüber und darunter verlief ein weiterer Plankengang über die gleiche Länge mit einer Dicke von 76 mm bzw. 152 mm. Die gepanzerten Decks hatten eine Dicke von 25 bis 38 mm. Die Geschütztürme hatten eine Front- und Seitenpanzerung von 229 mm, während die Dächer 64 bis 83 mm dick waren. Die Barbetten waren mit 25 bis 229 mm dicker Panzerung geschützt. Der Kommandoturm hatte ein 76 mm dickes Dach und 254 mm dicke Seitenwände. Die Wände des Kommunikationsrohrs waren 76 mm bis 102 mm dick. Der hintere Kommandoturm hatte 152 mm dicke Wände und ein 76 mm dickes Gussstahldach. Die Torpedoschotten aus AHS Stahl mit einer Dicke von 38 bis 64 mm bedeckten die Magazine und Granatenräume.